# Katarina Milovuk
Katarina Milovuk, född 1844, död 1909, var en serbisk lärare och kvinnorättsaktivist.
Hon var den första föreståndaren för den första högre utbildningsinstitutionen för kvinnor i Serbien, lärarhögskolan Grandes écoles i Belgrad, mellan 1863 och 1893, och grundade 1875 Serbiens första kvinnoförening, Žensko društvo, som främst hjälpte fattiga kvinnor och barn och som var landets största kvinnoförening fram till grundandet av Kolo Srpskih Sestara (1903–1942). 

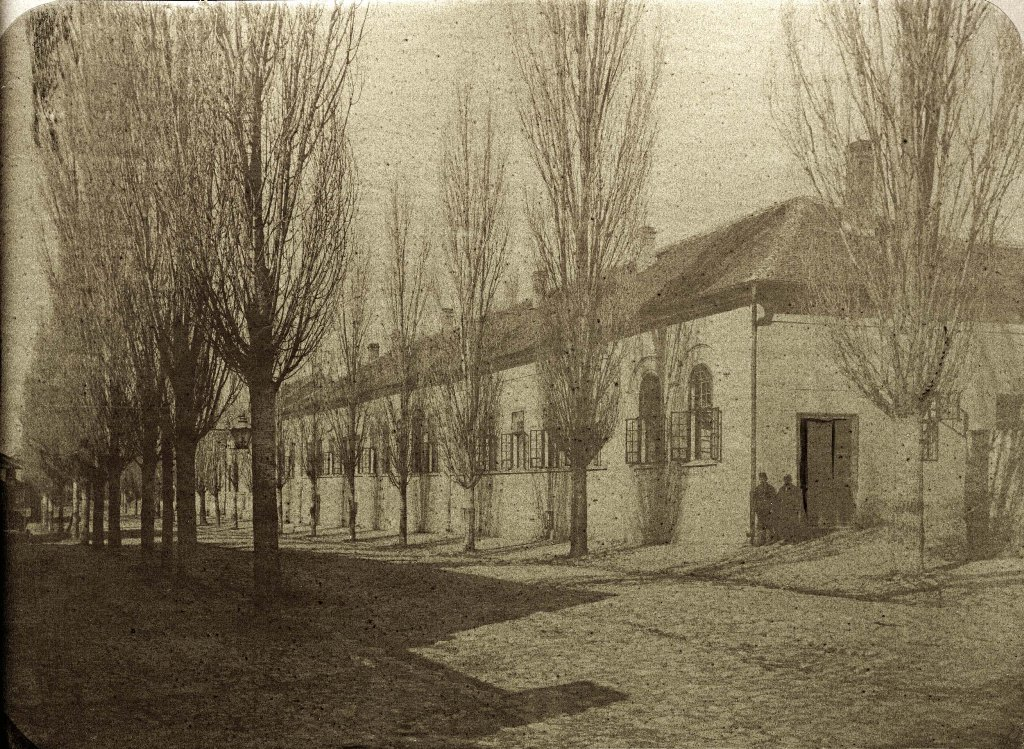
Byggnaden av den Högre kvinnuskolan i Belgrad, byggd 1860 och revs 1930
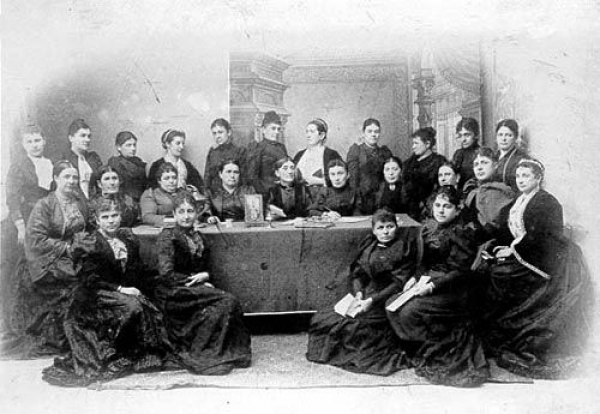
Ledning av Belgrads kvinnorsamhälle, 1894
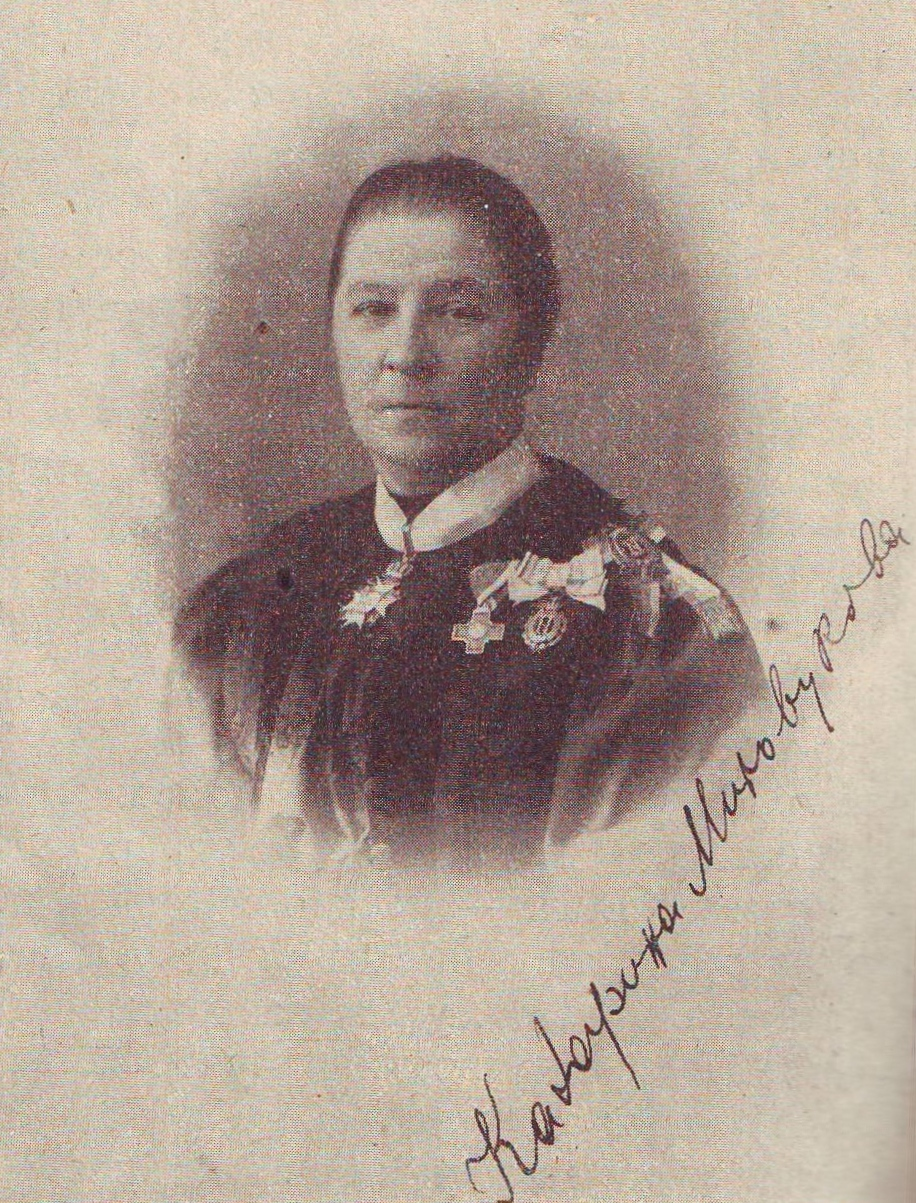
Fotografi av Katarina Milovuk med order, med hennes signatur